# Glen Ellyn, Illinois
Glen Ellyn är en ort (village) i DuPage County, i delstaten Illinois, USA. Enligt United States Census Bureau har orten en folkmängd på 27 648 invånare (2011) och en landarea på 17,1 km².